# لورنا بيرز
لورنا بيرز (بالإنجليزية: Lorna Beers)‏ (10 مايو 1897 - 5 يونيو 1989)؛ كاتِبة، شاعرة، كاتبة للأطفال وروائية أمريكية.